# Egernia stokesii
Egernia stokesii es una especie de escinco del género Egernia, familia Scincidae. Fue descrita científicamente por Gray en 1845.
Habita en Australia (Nueva Gales del Sur, Territorio del Norte, Queensland, Australia Meridional, Australia Occidental). Se ha observado monogamia en esta especie.

## Descripción y ecología

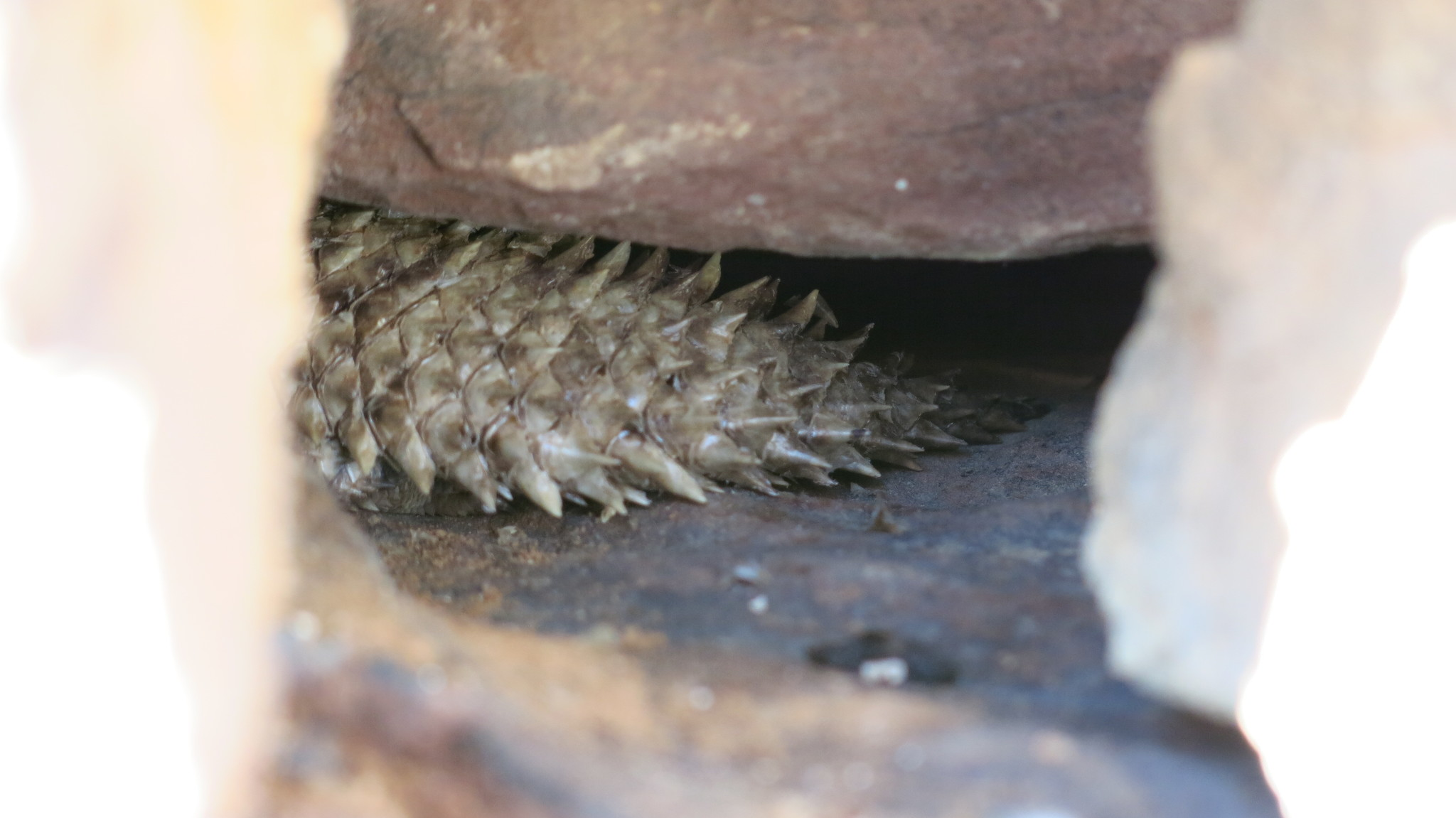
Escamas dorsales y cola de E. stokesii

Egernia stokesii varía en color desde el oliva hasta el marrón rojizo, con escamas ventrales más claras que van desde el blanco hasta el amarillo. La especie a menudo muestra una dispersión de escamas dorsales de colores más claros. Las escamas dorsales tienen quillas desde la parte posterior del cuello hasta la cola, y las escamas espinosas de la cola son una característica prominente de la especie. La cola es aplanada en lugar de cilíndrica, y más corta que la cabeza y el cuerpo del animal, aproximadamente el 35 % de la longitud del hocico a la cloaca. La longitud desde el hocico hasta la cloaca de un adulto maduro es de entre 155 y 190 mm. La especie tarda en alcanzar la madurez sexual, generalmente entre los cinco y seis años de edad, con una vida útil de entre 10 y 25 años.
La especie muestra una organización social compleja, formando agregaciones sociales de hasta 17 individuos estrechamente relacionados. Se ha sugerido que la compleja organización social de la especie ayuda en la detección de depredadores y la termorregulación. Estas agregaciones se mantienen estables en el tiempo, con evidencia de individuos adultos que permanecen en el mismo grupo social por más de cinco años. E. stokesii presenta filopatría, y los juveniles normalmente permanecen dentro del grupo natal hasta la madurez. Las agregaciones sociales generalmente consisten en una pareja reproductora, crías juveniles inmaduras y subadultas de camadas sucesivas y otros individuos estrechamente relacionados. Cada grupo tiene un área de distribución definida, con varios núcleos, rocas preferidas o grietas de troncos compartidas por los miembros del grupo dentro del área de distribución. Cada grupo comparte una pila de excremento común fuera de estas grietas del refugio, y pueden distinguir a los miembros del grupo utilizando señales químicas olfativas. Múltiples grupos pueden compartir las grietas en los márgenes de las áreas de distribución. Los individuos dentro de estos grupos sociales toman el sol en estrecho contacto unos con otros, a veces tocándose, y los lugares para tomar el sol están junto a grietas.
La especie es omnívora, y su dieta incluye artrópodos como escarabajos y saltamontes, y material vegetal. Las semillas de especies de flora tanto nativas como introducidas se han encontrado en excrementos, como la Enchylaena tomentosa y la Portulaca oleracea introducida y Medicago minima también introducidas. Se han informado cambios dietéticos tanto estacionales como ontogenéticos en la especie, y la dieta juvenil consiste en una mayor proporción de insectos por materia vegetal. Los adultos consumen un porcentaje proporcionalmente más alto de plantas que de insectos, y esta porción de plantas aumenta a mediados o finales del verano. No se ha establecido el motivo de estos cambios en la dieta, aunque es posible que contribuya la presión competitiva de los juveniles después del parto o los cambios estacionales en la disponibilidad de recursos.
Los depredadores potenciales incluyen mamíferos como gatos, zorros y dingos. Los reptiles como la serpiente marrón oriental (Pseudonaja textilis) y los Varanus, así como las aves rapaces, también pueden depredar sobre la especie. La especie utiliza dos mecanismos clave para reducir la depredación; la morfología de la cola espinosa y los comportamientos defensivos, como rara vez alejarse de los refugios de grietas rocosas.

## Hábitat y distribución
Frecuenta afloramientos rocosos, o semi-arborícola, y encontrarse en hábitats de pastizales, bosques o matorrales. Son diurnos y no excavadores, sino que se refugian en grietas de rocas, debajo de troncos o en huecos de árboles. E. stokesii se encuentra en Nueva Gales del Sur, Territorio del Norte, Queensland, Australia Meridional y Australia Occidental.

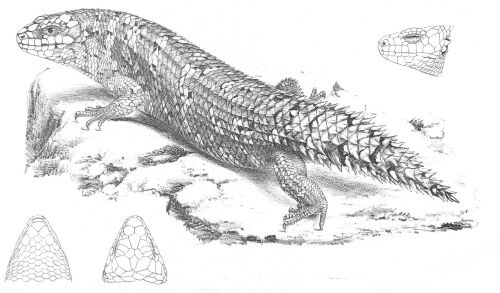
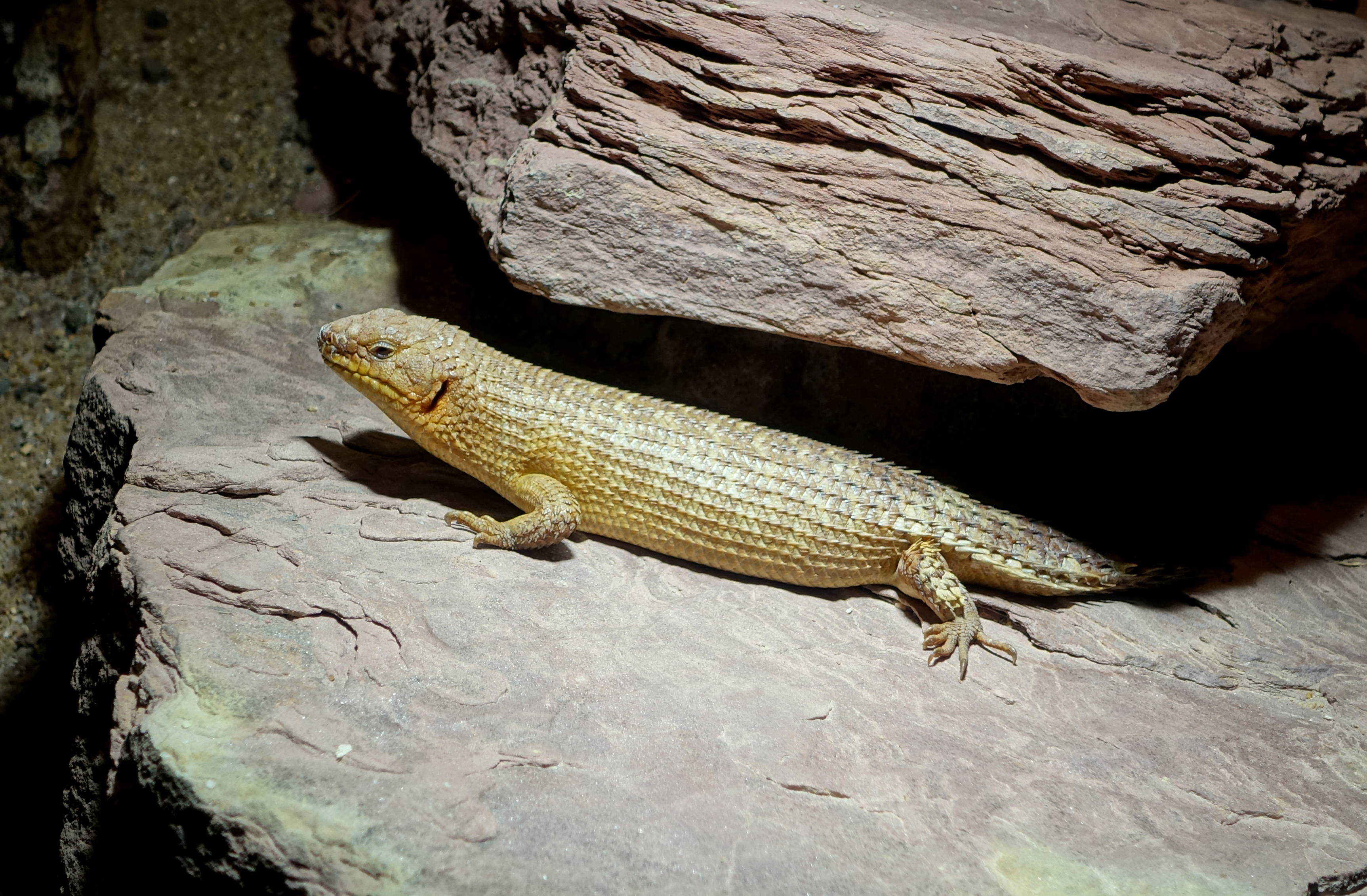
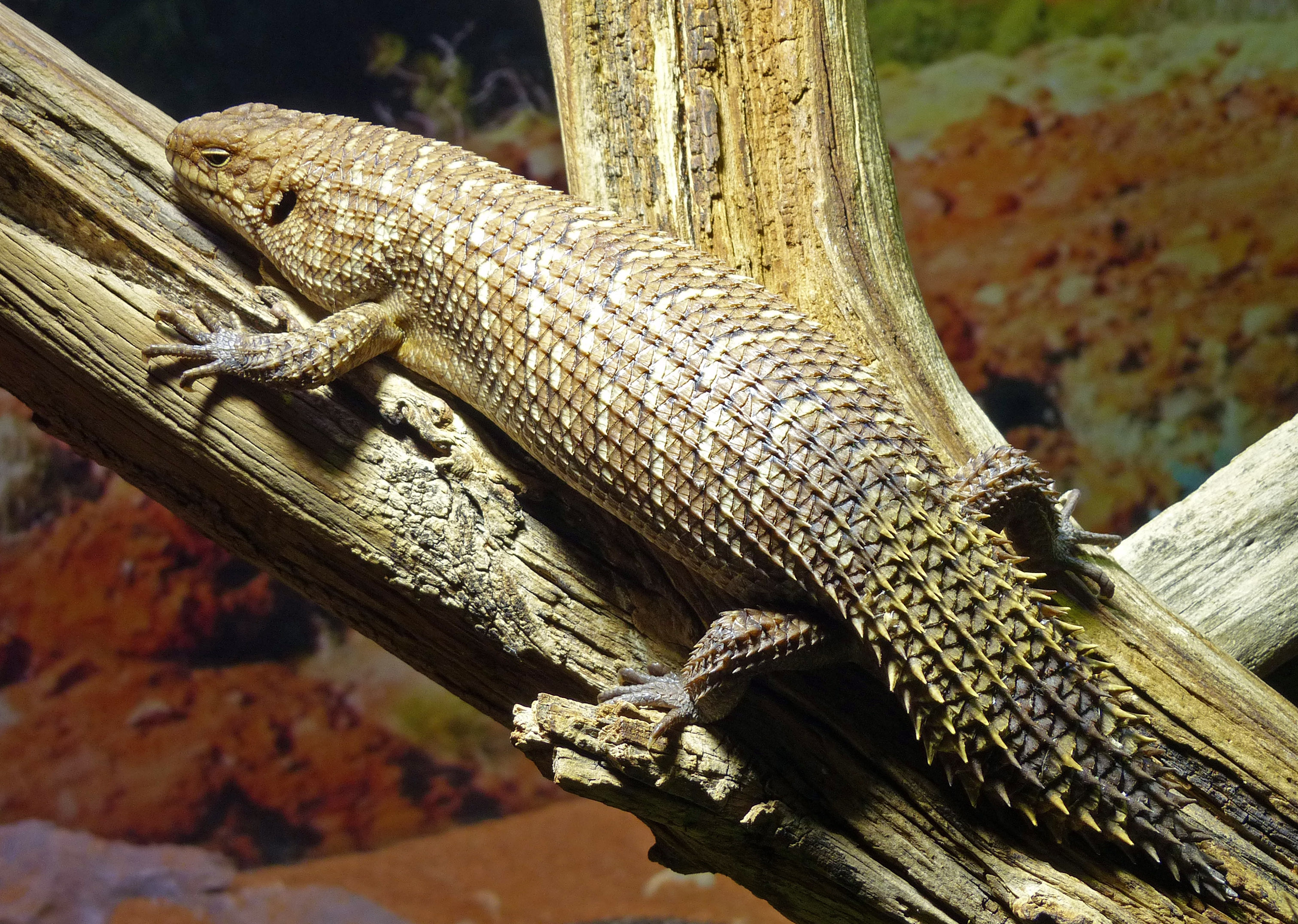
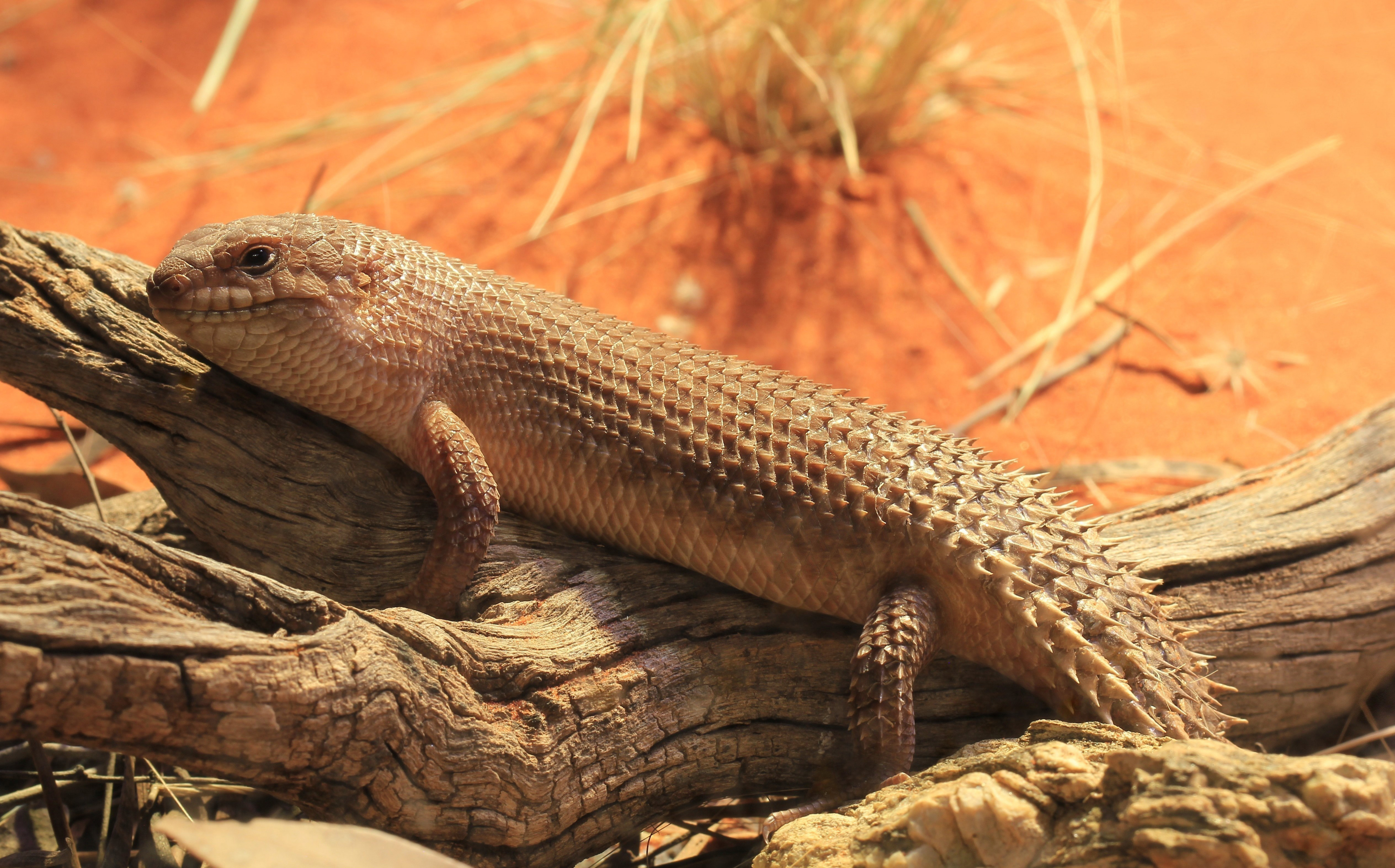
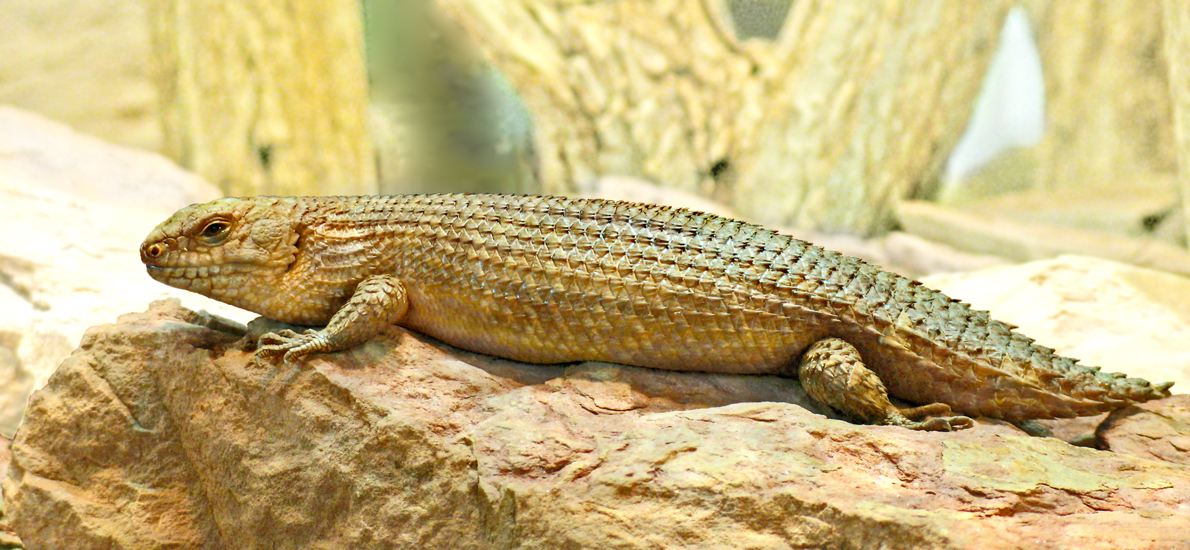